# 富爾根山
45°57′26″N 7°40′52″E / 45.95709°N 7.68098°E

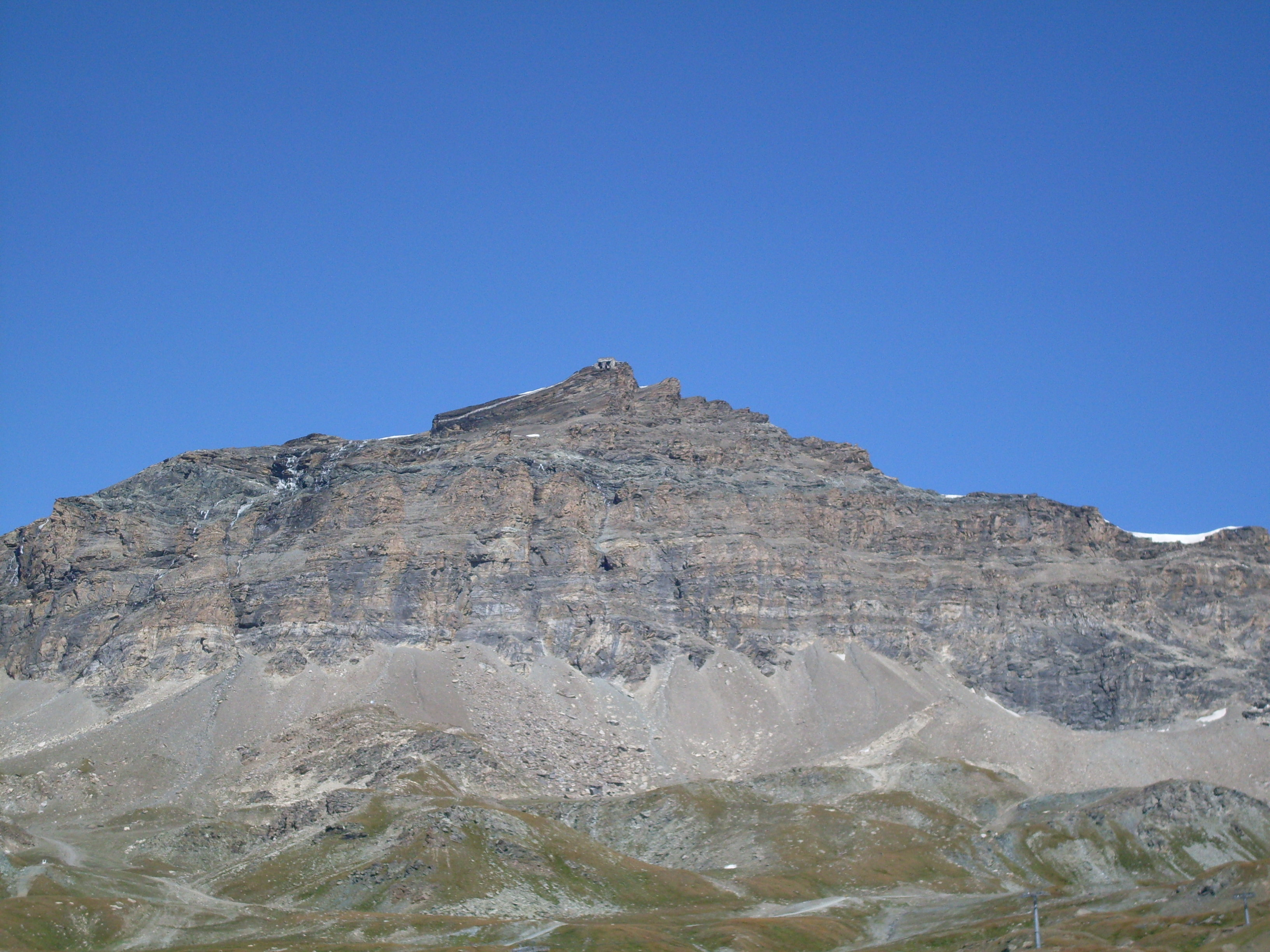

富爾根山（Furggen），是瑞士的山脈，位於該國西南部，由瓦萊州負責管轄，屬於本寧阿爾卑斯山脈的一部分，海拔高度3,492米，每年平均降雨量1,358毫米。